# Марковский, Георгий Андреевич
Марковский Георгий Андреевич (14 марта 1937, д. Восово, Березинский район, Минская область — 6 ноября 2016) — белорусский государственный деятель, министр лесного хозяйства Республики Беларусь в 1985—1994 годах.

## Биография
После окончания Погостского училища в 1954 году поступил в Белорусский лесотехнический институт им. С. М. Кирова. Его направили на работу в Ивацевичи старшим мастером треста «Химлесгаз». В июне 1960 г. он возглавил Бронегорское лесничество того же лесничества, а в декабре 1965 г. назначен директором Столинского лесничества.
В августе 1971 года назначен начальником отдела капитального строительства Столинского районного Совета депутатов трудящихся и одновременно заместителем председателя исполкома, с июня 1975 года по август 1977 года — председателем Столинского райисполкома. После окончания в 1979 году Академии общественных наук при ЦК КПСС Г. А. Марковский был избран первым секретарем Столинского райкома партии . На этой должности он проработал до июля 1984 года, затем возглавил лесное управление Брестского облисполкома.
В июне 1985 года Георгий Марковский был назначен заместителем министра лесного хозяйства БССР, в сентябре того же года Указом Президиума Верховного Совета Белорусской ССР — министром лесного хозяйства БССР.
Был снят с должности 10 августа 1994 года.

## Награды
- Орден Дружбы Народов